# Energia renovável
Energia renovável é aquela que vem de recursos naturais que são naturalmente reabastecidos, como sol, vento, chuva, marés e energia geotérmica. É importante notar que nem todo recurso natural é renovável, por exemplo, o urânio, carvão e petróleo são retirados da natureza, porém existem em quantidade limitada. Em 2008, cerca de 19% do consumo mundial de eletricidade veio de fontes renováveis, com 13% provenientes da tradicional biomassa, que é usada principalmente para aquecimento, e 3,2% a partir da hidroeletricidade. Novas energias renováveis (pequenas hidrelétricas, biomassa, eólica, solar, geotérmica, biocombustíveis e evaporação de corpos hídricos) representaram outros 2,7% e este percentual está crescendo rapidamente. A proporção das energias renováveis na geração de eletricidade é de cerca de 18%, com 15% da eletricidade global vindo de hidrelétricas e 3% das demais fontes renováveis de energia.
A energia do Sol é convertida de várias formas para formatos conhecidos, como a biomassa (fotossíntese), a energia hidráulica (evaporação), a eólica (ventos) e a fotovoltaica, que contêm imensa quantidade de energia, e que são capazes de se regenerar por meios naturais.
A geração de energia eólica está crescendo à taxa de 30% ao ano, com uma capacidade instalada a nível mundial de 318 105 mil megawatts (MW) em 2013, e é amplamente utilizada na Europa, Ásia e nos Estados Unidos. No final de 2009, as instalações fotovoltaicas (PV) em todo o globo ultrapassaram 21 000 MW e centrais fotovoltaicas são populares na Alemanha e na Espanha. Centrais de energia térmica solar operam nos Estados Unidos e Espanha, sendo a maior destas a usina de energia solar do Deserto de Mojave com capacidade de 354 MW.
A maior instalação de energia geotérmica do mundo é The Geysers, na Califórnia, com uma capacidade nominal de 750 MW. O Brasil tem um dos maiores programas de energia renovável no mundo, envolvendo a produção de álcool combustível a partir da cana de açúcar, e atualmente o etanol representa 18% dos combustíveis automotivos do país. O etanol combustível também é amplamente disponível nos Estados Unidos.

## Exemplos de fontes de energia renovável
- O Sol: energia solar
- O vento: energia eólica

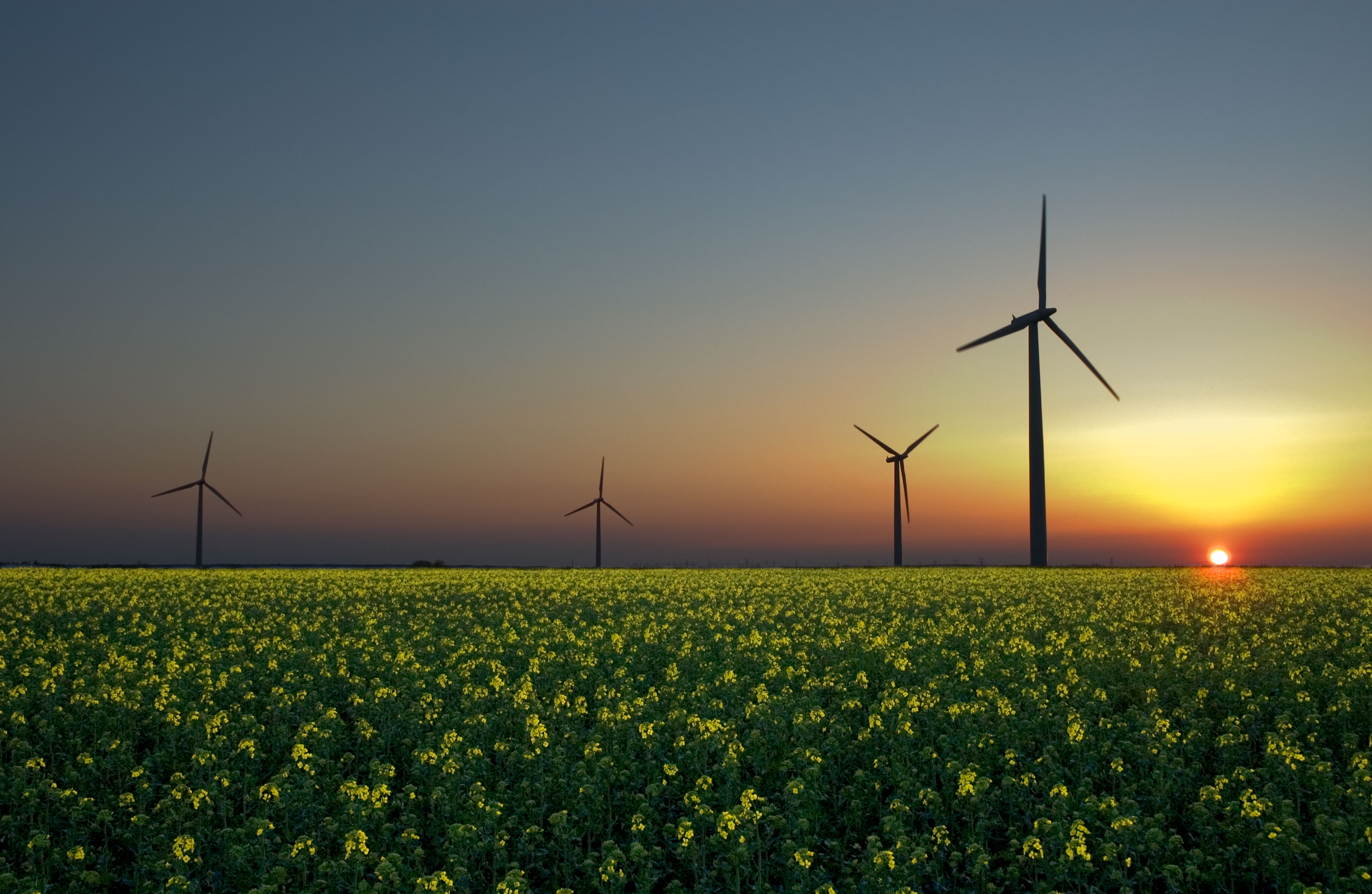
Eólica, solar e biomassa são três fontes emergentes de energia renovável.

- Os rios e correntes de água doce: energia hidráulica
- Os mares e oceanos: energia maremotriz
- As ondas: energia das ondas
- Energia da evaporação da água[2][13]
- A matéria orgânica: biomassa, biocombustível, biogás
- O calor da Terra: energia geotérmica[14]
- Água salobra: energia azul
- Fotossíntese: Fotossíntese artificial

As energias renováveis são consideradas como energias alternativas ao modelo energético tradicional, tanto pela sua disponibilidade (presente e futura) garantida (diferente dos combustíveis fósseis que precisam de milhares de anos para a sua formação) como pelo seu menor impacto ambiental.

#### Energia nuclear

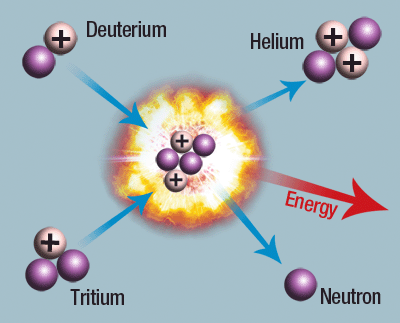
Fusão nuclear de deutério-trítio
gerando energia e produzindo como resíduo apenas hélio.

#### Energia hidráulica

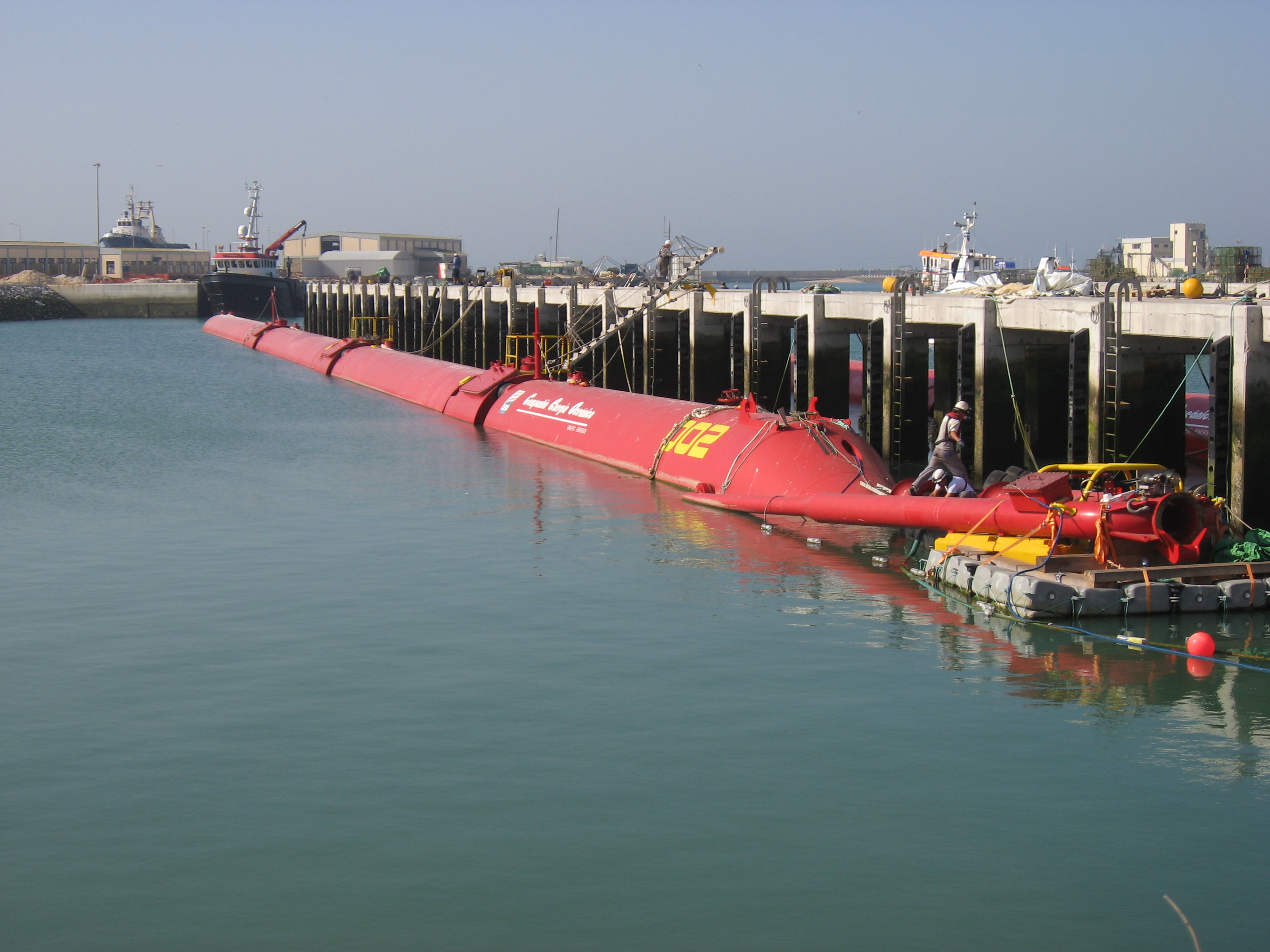
Um dos 3 PELAMIS P-750, motores da energia das ondas, na costa de Peniche, Portugal

#### Biomassa

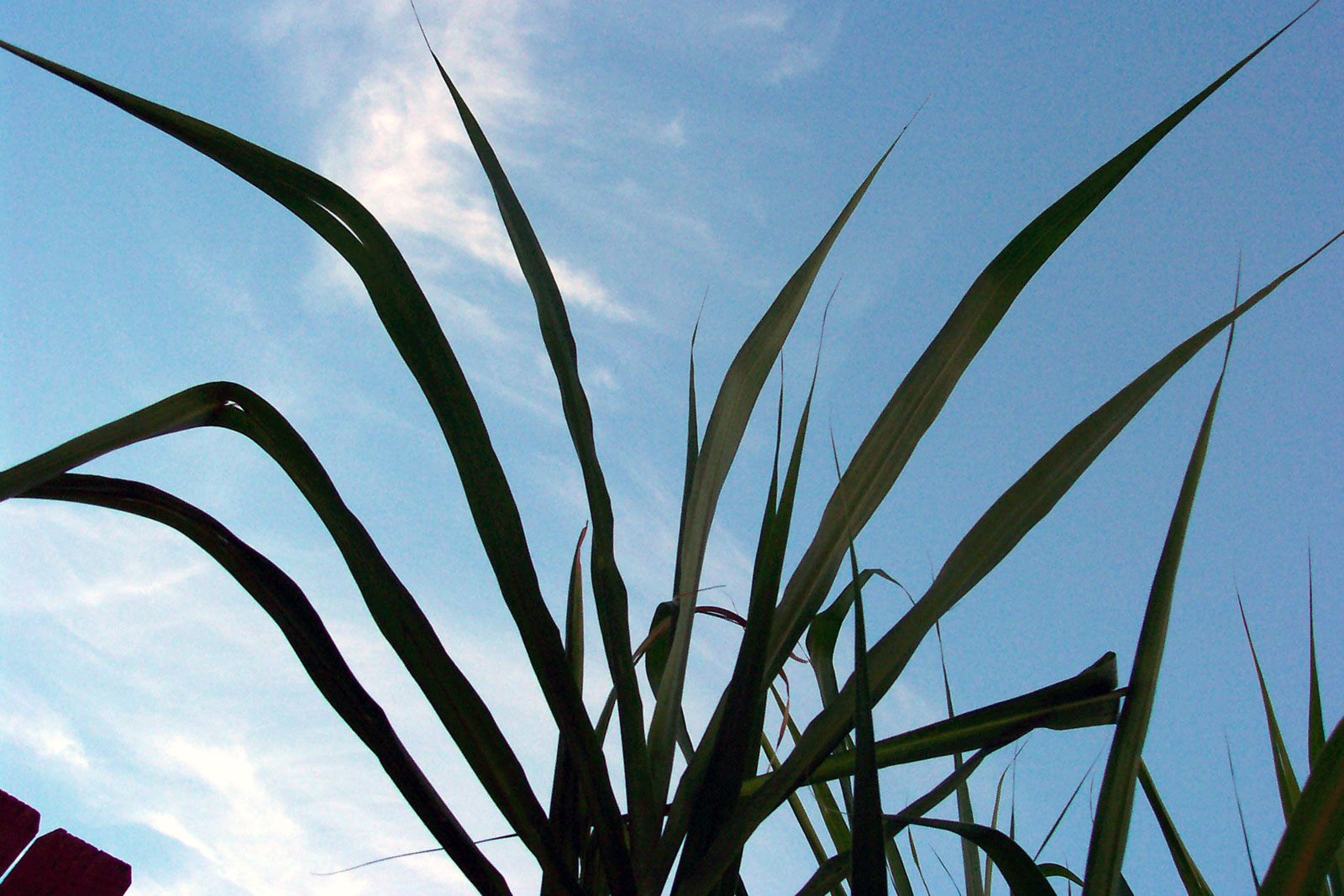
O resíduo da cana-de-açúcar pode ser usado como biocombustível.

#### Energia solar

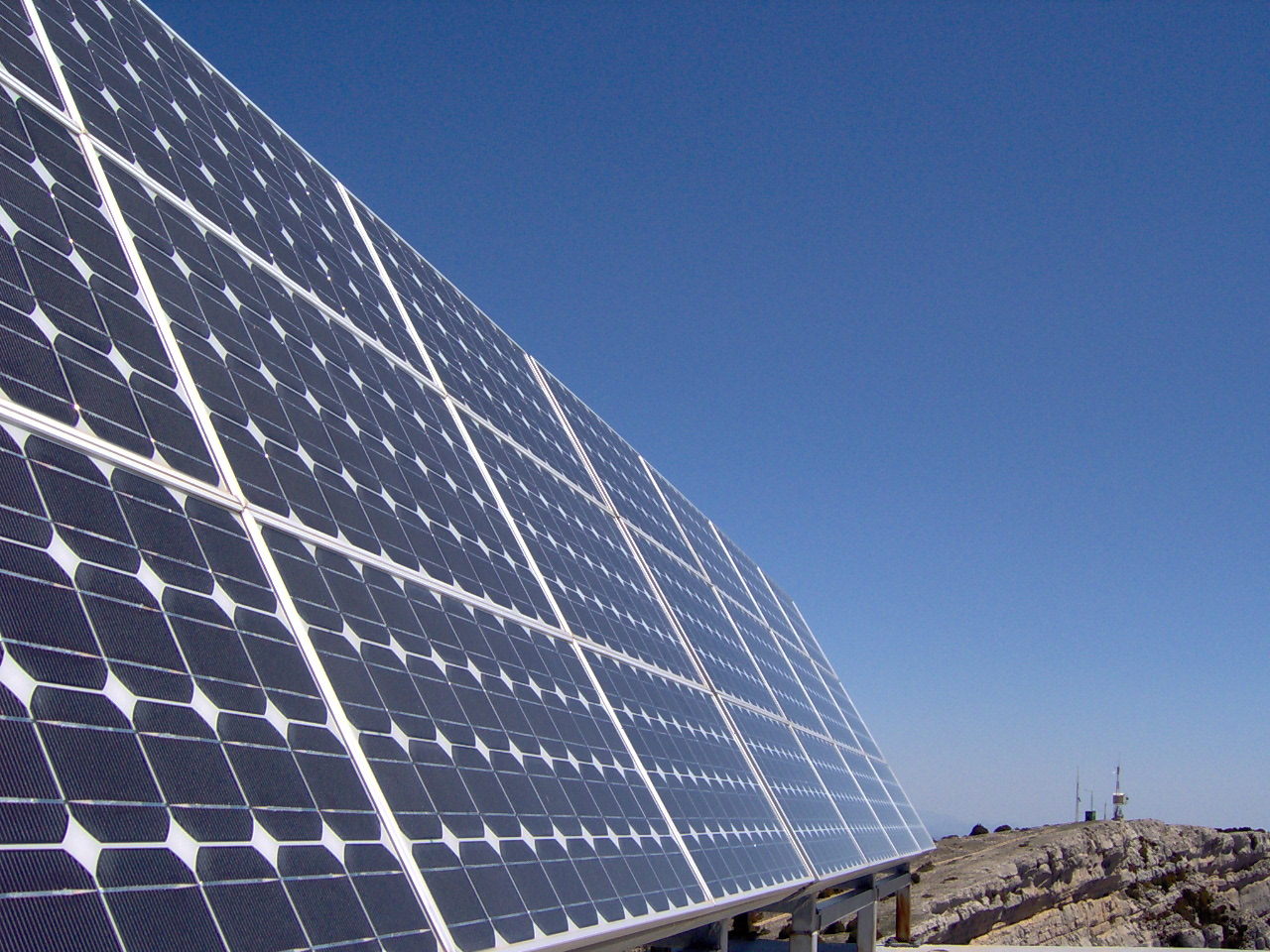
Os painéis fotovoltaicos convertem diretamente a energia luminosa em energia elétrica.

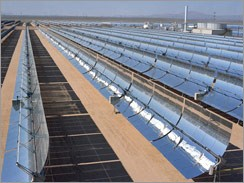
Usina heliotérmica de calha cilindro-parabólico

#### Energia eólica

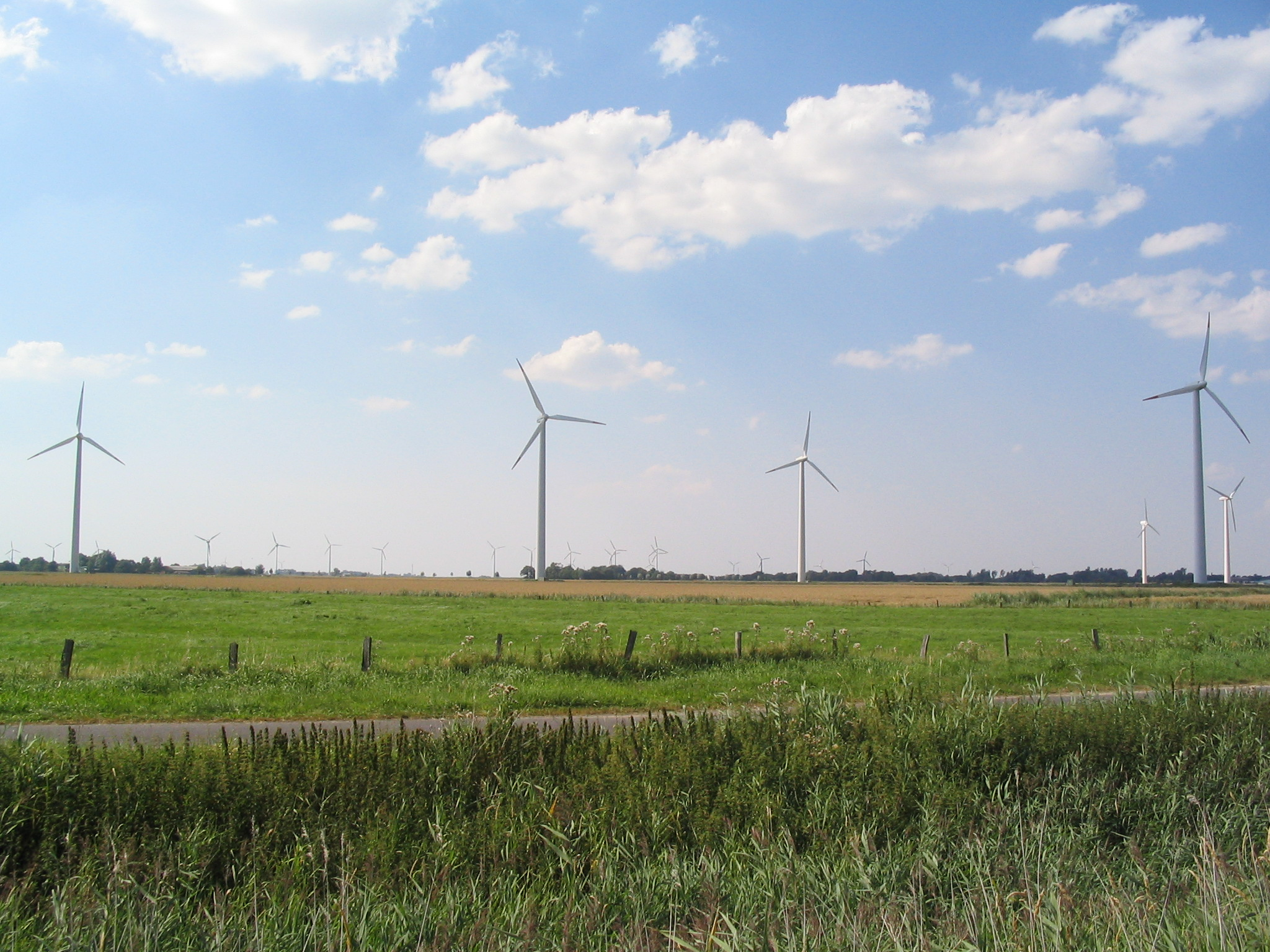
A energia eólica é uma das fontes mais amigáveis de energia renovável para o meio ambiente.

#### Energia geotérmica

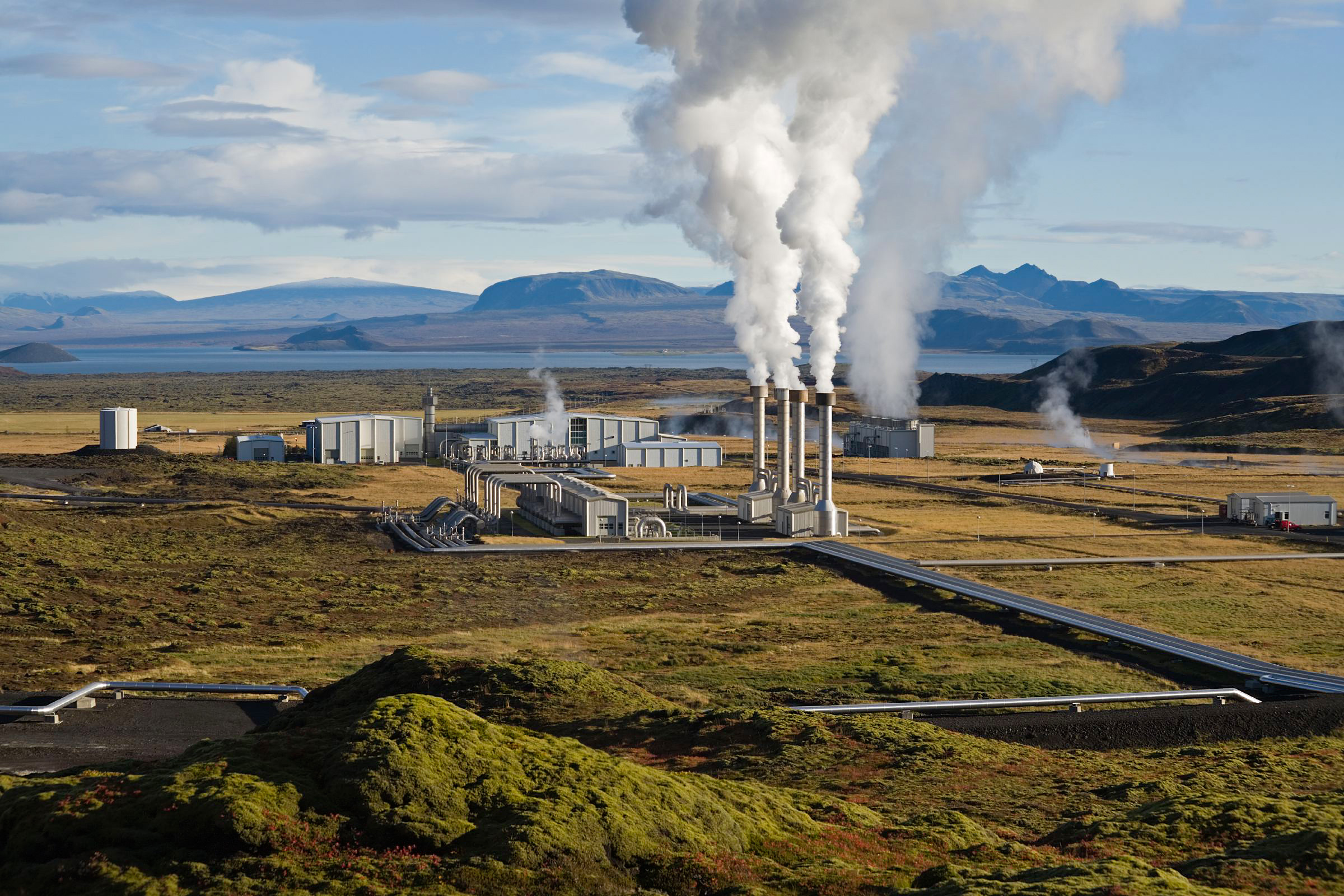
Usina geotérmica na Islândia.

#### Energia maremotriz

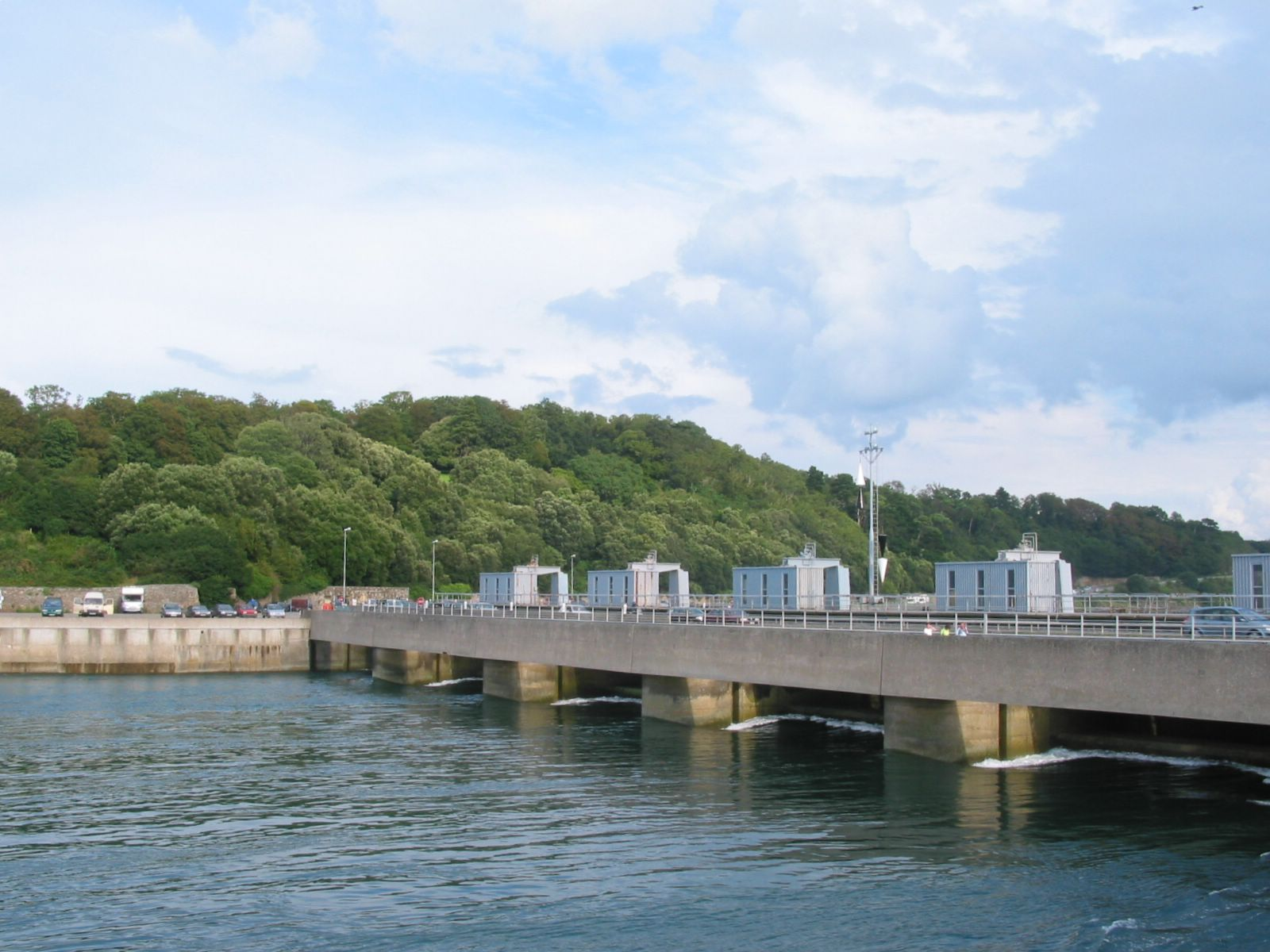
Central eléctrica maremotriz no estuário do Rio Rance, ao noroeste da França.

#### Hidrogênio verde

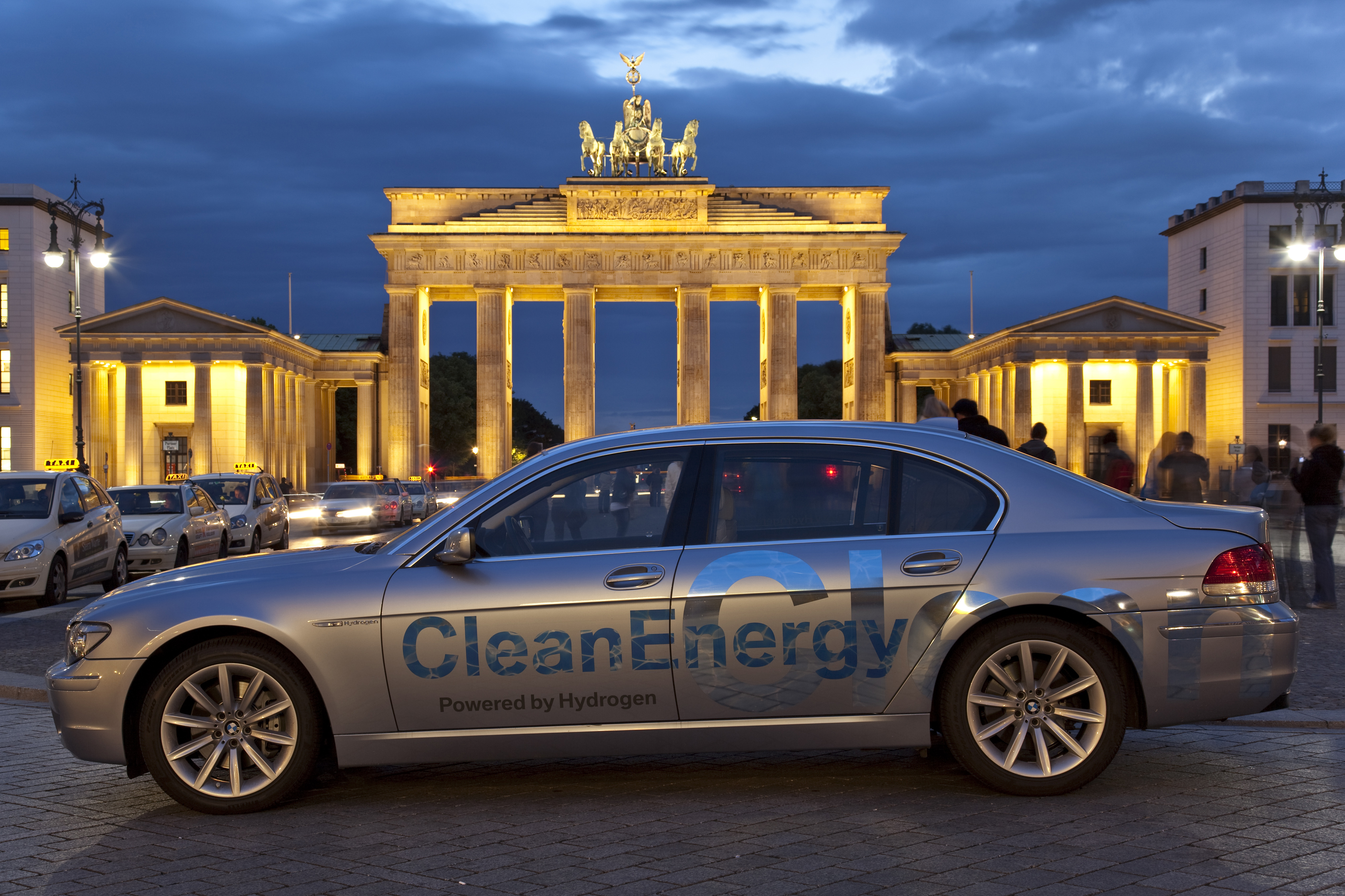
BMW Hydrogen 7, veículo com motor de combustão interna a hidrogênio.

### Natureza difusa

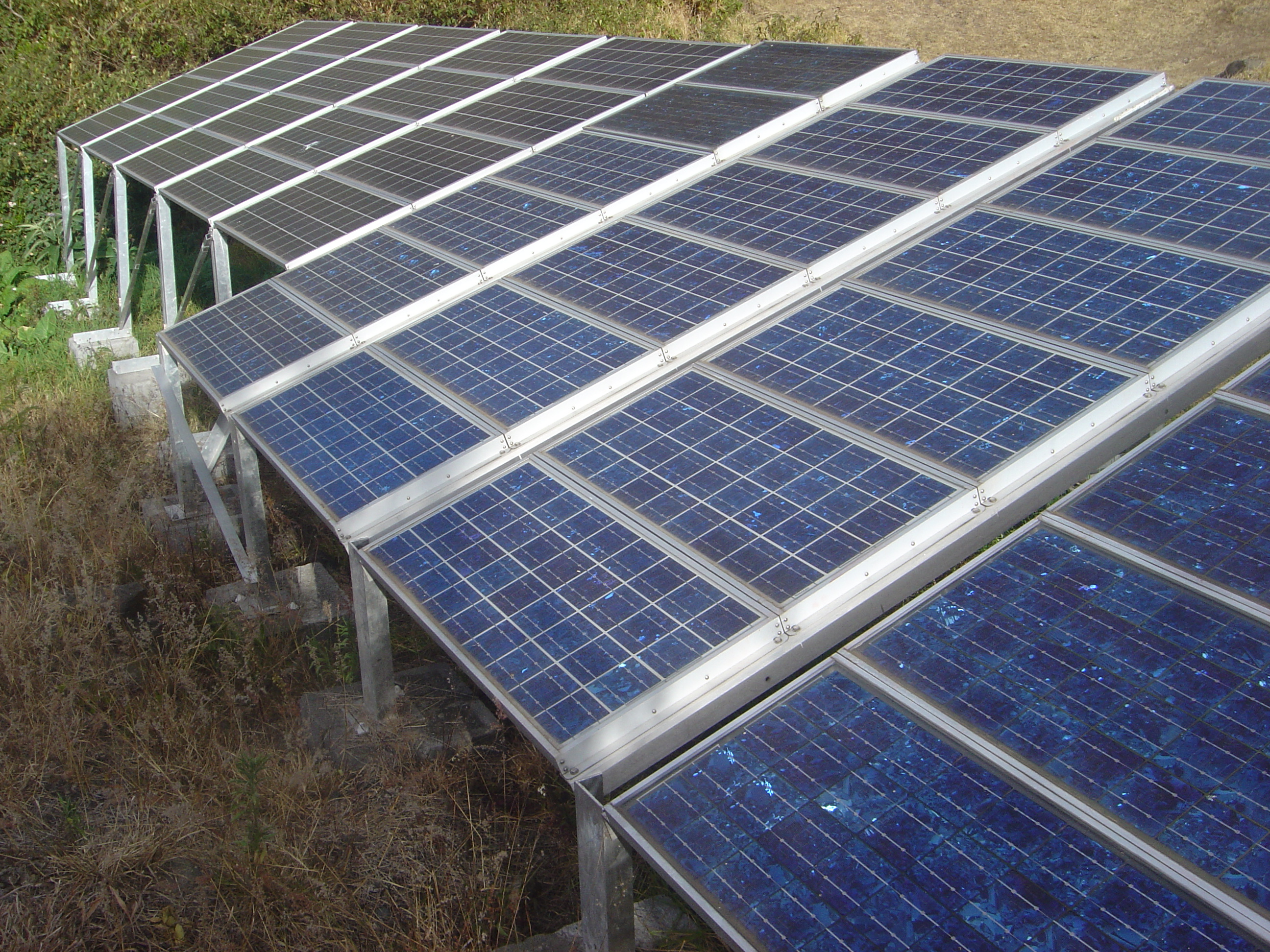
Bateria de painéis solares.

## Implementação

Energia renovável por países